# François Spoto
François Spoto (1924 - 1964) est un prêtre italien, supérieur général des missionnaires serviteurs des pauvres reconnu martyr et vénéré comme bienheureux par l'Église catholique. 

## Biographie
François Spoto naît en 1924 à Raffadali. Ayant fait ses études auprès de l'Institut des Missionnaires serviteurs des pauvres, congrégation religieuse fondée par Jacques Cusmano, l'idéal de vie spirituelle y étant proposé l'appelle à y entrer. Il y reçoit l'ordination sacerdotale le 22 juillet 1951.
Proche des nécessiteux, son activité pastorale se démarque et ses qualités humaines et spirituelles lui permettent d'obtenir des responsabilités. À l'âge de 35 ans, il devient supérieur général de sa congrégation. Il commence par faire aboutir le processus de reconnaissance définitive de l'Institut par le Saint-Siège, développe la congrégation et créé des missions, notamment sur le continent africain. 
En août 1964, il se rend en République démocratique du Congo, à la mission de Biringi, où ses religieux sont en danger face aux violences de la guerre civile. Le 3 décembre, il est arrêté et interné avec trois d'entre eux. Battus et torturés, François Spoto offre sa vie pour ses frères. Parvenus à s'échapper, il meurt cependant quelques jours plus tard des suites de ses blessures, le 27 décembre 1964.

## Béatification et canonisation
- 1992 : ouverture de la cause en béatification et canonisation.
- 26 juin 2006 : le pape Benoît XVI lui attribue le titre de martyr de la foi et signe le décret de béatification.
- 21 avril 2007 : béatification célébrée dans la Cathédrale de Palerme par le cardinal Salvatore De Giorgi, au nom du pape Benoît XVI[1].

Fête liturgique fixée au [24 septembre].
Dans le diocèse de Mahagi-Nioka, en République démocratique du Congo, un sanctuaire est dédié à François Spoto à Erira, dans la paroisse de Biringi, dans le territoire d'Aru. Chaque année, un pèlerinage diocésain est organisé en hommage au bienheureux.